# Promozione Sicilia 1990-1991
Nella stagione 1990-1991 la Promozione era sesto livello del calcio italiano (il massimo livello regionale).
Qui vi sono le statistiche relative al campionato gestito dal Comitato Regionale Siculo per la regione Sicilia. Su richiesta della Lega Nazionale Dilettanti il Comitato Regionale, a partire dalla stagione 1990-1991, cambiò nome in Comitato Regionale Sicilia.
Il campionato è strutturato in vari gironi all'italiana su base regionale, gestiti dai Comitati Regionali di competenza. Promozioni alla categoria superiore e retrocessioni in quella inferiore non erano sempre omogenee; erano quantificate all'inizio del campionato dal Comitato Regionale secondo le direttive stabilite dalla Lega Nazionale Dilettanti, ma flessibili, in relazione al numero delle società retrocesse dal Campionato Interregionale e perciò, a seconda delle varie situazioni regionali, la fine del campionato poteva avere degli spareggi sia di promozione che di retrocessione.

## Girone A

### Classifica finale
|  | Pos. | Squadra         | Pt | G  | V  | N  | P  | GF | GS | DR  |
|  | ---- | --------------- | -- | -- | -- | -- | -- | -- | -- | --- |
|  | 1.   | Alcamo          | 45 | 30 | 19 | 7  | 4  | 49 | 13 | +36 |
|  | 2.   | Bagheria        | 44 | 30 | 18 | 8  | 4  | 47 | 21 | +26 |
|  | 3.   | Salemi          | 37 | 30 | 13 | 11 | 6  | 50 | 27 | +23 |
|  | 4.   | Empedoclina     | 32 | 30 | 12 | 8  | 10 | 37 | 33 | +4  |
|  | 5.   | Caltagirone     | 30 | 30 | 10 | 10 | 10 | 23 | 23 | 0   |
|  | 6.   | Cianciana       | 30 | 30 | 13 | 4  | 13 | 38 | 39 | -1  |
|  | 7.   | Kalsa           | 29 | 30 | 10 | 9  | 11 | 43 | 33 | +10 |
|  | 8.   | Pro Favara      | 29 | 30 | 8  | 13 | 9  | 33 | 37 | -4  |
|  | 9.   | Nuova Plutia    | 28 | 30 | 10 | 8  | 12 | 26 | 37 | -11 |
|  | 10.  | Trabia          | 27 | 30 | 8  | 11 | 11 | 25 | 31 | -6  |
|  | 11.  | Castellammare   | 26 | 30 | 10 | 6  | 14 | 35 | 46 | -11 |
|  | 12.  | Ribera          | 26 | 30 | 8  | 10 | 12 | 30 | 39 | -9  |
|  | 13.  | Pro Sciacca     | 26 | 30 | 9  | 8  | 13 | 28 | 43 | -15 |
|  | 14.  | Riesi (-2)      | 25 | 30 | 11 | 5  | 14 | 34 | 37 | -3  |
|  | 15.  | Terranova Gela  | 25 | 30 | 9  | 7  | 14 | 22 | 38 | -16 |
|  | 16.  | Castellana (-1) | 18 | 30 | 4  | 11 | 15 | 26 | 49 | -23 |

Alcamo ammesso allo spareggio intergirone contro la vincente del girone B.

## Girone B

### Classifica finale
|  | Pos. | Squadra                      | Pt | G  | V  | N  | P  | GF | GS | DR  |
|  | ---- | ---------------------------- | -- | -- | -- | -- | -- | -- | -- | --- |
|  | 1.   | Sant'Agata Militello         | 41 | 28 | 15 | 11 | 2  | 42 | 13 | +29 |
|  | 2.   | Aci Sant'Antonio             | 41 | 28 | 17 | 7  | 4  | 34 | 15 | +19 |
|  | 3.   | Milazzo                      | 34 | 28 | 14 | 6  | 8  | 37 | 23 | +14 |
|  | 4.   | Misterbianco                 | 33 | 28 | 12 | 9  | 7  | 30 | 18 | +12 |
|  | 5.   | Pachino                      | 32 | 28 | 11 | 10 | 7  | 28 | 19 | +9  |
|  | 6.   | Novara                       | 30 | 28 | 10 | 10 | 8  | 31 | 21 | +10 |
|  | 7.   | Lipari                       | 28 | 28 | 8  | 12 | 8  | 21 | 21 | 0   |
|  | 8.   | Villafranca Tirrena          | 27 | 28 | 11 | 5  | 12 | 30 | 26 | +4  |
|  | 9.   | Pozzallo (-2)                | 25 | 28 | 10 | 7  | 11 | 23 | 32 | -9  |
|  | 10.  | Libertas Palestro Plebiscito | 24 | 28 | 5  | 14 | 9  | 22 | 31 | -9  |
|  | 11.  | Rosolini                     | 22 | 28 | 7  | 8  | 13 | 32 | 40 | -8  |
|  | 12.  | Mascalucia                   | 22 | 28 | 6  | 10 | 12 | 26 | 38 | -12 |
|  | 13.  | Riposto                      | 22 | 28 | 6  | 10 | 12 | 19 | 32 | -13 |
|  | 14.  | Vittoria                     | 19 | 28 | 8  | 3  | 17 | 33 | 49 | -16 |
|  | 15.  | Megara Augusta               | 18 | 28 | 6  | 6  | 16 | 19 | 49 | -30 |

Spareggio 1.posto:
- Sant'Agata A.C.R.- Aci Sant'Antonio 2-0

Sant'Agata Militello ammesso allo spareggio intergirone contro la vincente del girone A

### Spareggio intergirone
- Sant'Agata A.C.R.- Alcamo 2-0. (La partita di spareggio si giocò in campo neutro allo Stadio Esseneto di Agrigento il 26 maggio 1991)
- Paternò esclusa dopo la 4ª rinuncia.